# 7890 Yasuofukui
7890 Yasuofukui este un asteroid din centura principală de asteroizi.

## Descriere
7890 Yasuofukui este un asteroid din centura principală de asteroizi. A fost descoperit pe 2 octombrie 1994 la Kitami de Kin Endate și Kazuro Watanabe. Asteroidul prezintă o orbită caracterizată de o semiaxă mare de 2,17 ua, o excentricitate de 0,19 și o înclinație de 1,0° în raport cu ecliptica.